# Seleccions de la Copa del Món de Rugbi 1999
Aquest article és una llista dels jugadors que componien les diferents seleccions de la Copa del Món de Rugbi de 1999.

## Grup A

### Escòcia
Entrenador: Jim Telfer
Davanters
1. Gordon Bulloch
2. Paul Burnell
3. George Graham
4. Stuart Grimes
5. David Hilton
6. Martin Leslie
7. Cameron Mather
8. Scott Murray
9. Budge Pountney
10. Andy Reed
11. Stuart Reid
12. Robert Russell
13. Gordon Simpson
14. Tom Smith
15. Doddie Weir
16. Peter Walton

Defenses
1. Duncan Hodge
2. Gary Armstrong (c)
3. Bryan Redpath
4. Iain Fairley
5. Glenn Metcalfe
6. Chris Paterson
7. Cameron Murray
8. Kenny Logan
9. Shaun Longstaff
10. Alan Tait
11. John Leslie
12. James McLaren
13. Jamie Mayer
14. Gregor Townsend

### Sud-àfrica
Entrenador: Nick Mallett
Davanters
1. Bobby Skinstad
2. Anton Leonard
3. Rassie Erasmus
4. Andre Venter
5. Andre Vos
6. Ruben Kruger
7. Krynauw Otto
8. Fritz van Heerden
9. Mark Andrews
10. Albert van den Berg
11. Os du Randt
12. Ollie le Roux
13. Adrian Garvey
14. Cobus Visagie
15. Naka Drotske
16. Chris Rossouw

Defenses
1. Percy Montgomery
2. Breyton Paulse
3. Pieter Rossouw
4. Stefan Terblanche
5. Deon Kayser
6. Brendan Venter
7. Pieter Muller
8. Robbie Fleck
9. Wayne Julies
10. Kaya Molatana
11. Henry Honiball
12. Jannie de Beer
13. Joost van der Westhuizen
14. Werner Swanepoel

### Espanya
Entrenador: Alfonso Feijoo
Davanters
1. Jordi Camps
2. José Ignacio Zapatero
3. Víctor Torres
4. Luis Javier Martinez
5. Fernando De La Calle
6. Diego Zarzosa
7. José Miguel Villaú
8. Steve Tuineau Iloa
9. Sergio Souto
10. Alberto Malo (c)
11. Carlos Souto
12. Oscar Astarloa
13. José Díaz
14. Agustín Malet
15. Alfonso Mata

Defenses
1. Aratz Gallastegui
2. Jaime Alonso
3. Andrei Kovalenco
4. Aitor Etxeberría
5. Alvar Enciso
6. Fernando Díez
7. Raphaël Bastide
8. Alberto Socias
9. Sebastien Loubsens
10. Oriol Ripol
11. Antonio Socias
12. José Ignacio Inchausti
13. Angel Frechilla
14. Ferran Velazco Querol
15. Francisco Puertas Soto

### Uruguai
Entrenador: Daniel Herrera
Davanters
1. Diego Aguirre
2. Sebastián Aguirre
3. Juan Alzueta
4. Martín Cerviño
5. Pablo Costábile
6. Francisco de los Santos
7. Nicolás Grillé
8. Juan Menchaca
9. Martín Mendaro
10. Diego Ormaechea (c)
11. Agustín Ponce de León
12. Fernando Sosa Díaz
13. Guillermo Storace
14. Pedro Vecino

Defenses
1. Juan Carlos Bado
2. Eduardo Berruti
3. Nicolas Brignoni
4. Alfonso Cardoso
5. Leonardo de Oliveira
6. Martín Ferrés
7. Guillermo Laffite
8. Mario Lamé
9. Diego Lamelas
10. Pablo Lemoine
11. Juan Martín Marqués
12. Martín Panizza
13. Fernando Paullier
14. Rodrigo Sánchez
15. Federico Sciarra
16. José Viana

## Grup B

### Anglaterra
Entrenador: Clive Woodward
Davanters
1. Gareth Archer
2. Neil Back
3. Richard Cockerill
4. Martin Corry
5. Lawrence Dallaglio
6. Darren Garforth
7. Phil Greening
8. Richard Hill
9. Martin Johnson (c)
10. Jason Leonard
11. Neil McCarthy
12. Danny Grewcock
13. Tim Rodber
14. Graham Rowntree
15. Victor Ubogu
16. Phil Vickery
17. Joe Worsley

Defenses
1. Nick Beal
2. Kyran Bracken
3. Mike Catt
4. Matt Dawson
5. Phil de Glanville
6. Paul Grayson
7. Will Greenwood
8. Jeremy Guscott
9. Austin Healey
10. Dan Luger
11. Matt Perry
12. David Rees
13. Jonny Wilkinson

### Itàlia
Entrenador: Massimo Mascioletti
1. Matt Pini
2. Nicola Mazzucato
3. Fabio Roselli
4. Nick Zisti
5. Paolo Vaccari
6. Luca Martin
7. Cristian Stoica
8. Sandro Ceppolino
9. Diego Domínguez
10. Francesco Mazzariol
11. Alessandro Troncon
12. Giampiero Mazzi
13. Carlo Caione
14. Mauro Bergamasco
15. Massimo Giovanelli (c)
16. Andrea De Rossi
17. Stefano Saviozzi
18. Andrea Lo Cicero
19. Alejandro Moreno
20. Orazio Arancio
21. Laurent Travini
22. Carlo Checchinato
23. Walter Cristofoletto
24. Mark Giacheri
25. Franco Properzi
26. Andrea Castellani
27. Giampiero de Carli
28. Federico Pucciariello
29. Alessandro Moscardi
30. Andrea Moretti

### Nova Zelanda
Entrenador: John Hart
1. Craig Dowd
2. Anton Oliver
3. Greg Feek
4. Robin Brooke
5. Norm Maxwell
6. Andrew Blowers
7. Josh Kronfeld
8. Taine Randell (c)
9. Justin Marshall
10. Andrew Mehrtens
11. Jonah Lomu
12. Alama Ieremia
13. Christian Cullen
14. Tana Umaga
15. Jeff Wilson (vc)
16. Daryl Gibson
17. Tony Brown
18. Byron Kelleher
19. Mark Hammett
20. Carl Hoeft
21. Ian Jones
22. Dylan Mika
23. Rhys Duggan
24. Glen Osborne
25. Pita Alatini
26. Carlos Spencer
27. Kees Meeuws
28. Reuben Thorne
29. Royce Willis
30. Scott Robertson

### Tonga
Entrenador: Polutele Tu'ihalamaka
1. David Edwards
2. Ta'u Fainga'anuku
3. Kuli Faletau
4. Puku Faletau
5. Isi Fatani
6. Benhur Kivalu
7. Sonatane Koloi
8. Falamani Mafi
9. Latiume Maka
10. Tamieni Penisini
11. Ngalu Ta'u
12. Tevita Taumoepeau
13. Mat Te Pou
14. Va'a Toloke
15. Katilione Tu'ipulotu
16. Fe'ao Vunipola
17. Semisi Faka'osifolau
18. Salesi Finau (c)
19. Sililo Marten
20. Epeli Taione
21. Isi Tapueluelu
22. Taunaholo Taufahema
23. Siua Taumalolo
24. Semi Taupeaafe
25. Fepikou Tatafu
26. Tevita Tiueti
27. Sateki Tu'ipulotu
28. Sione Mone Tu'ipulotu
29. Elisi Vunipola
30. Brian Wooley

## Grup C

### Fiji
Entrenador:  Brad Johnstone
1. Daniel Rouse
2. Greg Smith
3. Joeli Veitayaki
4. Emori Katalau
5. Simon Raiwalui
6. Ifereimi Tawake
7. Setareki Tawake
8. Ilivasi Tabua
9. Jacob Rauluni
10. Nicky Little
11. Fero Lasagavibau
12. Waisake Sotutu
13. Viliame Satala
14. Marika Vunibaka
15. Alfred Uluinayau
16. Manasa Bari
17. Waisale Serevi
18. Mosese Rauluni
19. Epeli Naituivau
20. Isaia Rasila
21. Apenisa Naevo
22. Alifereti Mocelutu
23. Imanueli Tikomaimakogai
24. Meli Nakauta
25. Tabai Matson
26. Lawerence Little
27. Niko Qoro
28. Koli Sewabu
29. Inoke Male
30. Alifereti Doviverata

### Namíbia
Entrenador:  Rudy Joubert
Davanters
1. Sybrand de Beer
2. Mathys van Rooyen
3. Jaco Olivier
4. Schalk van der Merwe
5. Quinn Hough (c)
6. Sean Furter
7. Herman Lintvelt
8. Heino Senekal
9. Eben Izaaks
10. Pieter Steyn
11. Johannes Theron
12. Gerhard Opperman
13. Mario Jacobs
14. Eben Smith
15. Andries Blaauw
16. Hugo Horn
17. Frans Fisch

Defenses
1. Lean van Dyk
2. Deon Mouton
3. Glovin van Wyk
4. Dirk Farmer
5. Arthur Samuelson
6. Rudie J. van Vuuren
7. Lukas Holtzhausen
8. Cliff Loubsher
9. Francois van Rensburg
10. Johan Zaayman
11. Ronaldo Pedro
12. Riaan Jantjies
13. Sarel J. van Rensburg

### França
Entrenador: Jean-Claude Skrela
- Christian Califano
- Pieter de Villiers
- Cédric Soulette
- Franck Tournaire
- Marc Dal Maso
- Raphaël Ibañez (Capità)
- David Auradou
- Abdelatif Benazzi
- Olivier Brouzet
- Fabien Pelous
- Arnaud Costes
- Marc Lièvremont
- Olivier Magne
- Lionel Mallier
- Christophe Juillet
- Thomas Lièvremont
- Stéphane Castaignède
- Fabien Galthié (substituït per Pierre Mignoni)
- Pierre Mignoni
- Thomas Castaignède
- Christophe Lamaison
- Cédric Desbrosse
- Richard Dourthe
- Stéphane Glas
- Philippe Bernat-Salles
- Christophe Dominici
- Jimmy Marlu
- Émile Ntamack
- Ugo Mola
- Olivier Sarramea

### Canadà
Entrenador:  /  Patrick Parfrey
1. Ryan Banks
2. Dan Baugh
3. Richard Bice
4. Scott Bryan
5. Mark Cardinal
6. Al Charron (VC)
7. Jeremy Cordle
8. Pat Dunkley
9. John Graf
10. John Hutchinson
11. Mike James
12. David Lougheed
13. Julian Loveday
14. Duane Major
15. Brian McCarthy
16. Kyle Nichols
17. Joe Pagano
18. David Penney
19. Gareth Rees (C)
20. Rob Robson
21. Bob Ross
22. Mike Schmid
23. Courtney Smith
24. Rod Snow
25. Winston Stanley
26. Scott Stewart
27. John Tait
28. Jon Thiel
29. Chris Whittaker
30. Morgan Williams

## Grup 4

### Gal·les
Entrenador:  Graham Henry#Peter Rogers
1. Andy Lewis

1. Dai Young

1. Ben Evans

1. Garin Jenkins

1. Jonathan Humphreys

1. Chris Wyatt

1. Craig Quinnell

1. Mike Voyle

1. Andy Moore

1. Gareth Llewellyn

1. Colin Charvis

1. Geraint Lewis

1. Scott Quinnell

1. Brett Sinkinson

1. Martyn Williams

1. Shane Howarth

1. Neil Boobyer

1. Gareth Thomas

1. Dafydd James

1. Nick Walne

1. Allan Bateman

1. Scott Gibbs

1. Mark Taylor

1. Leigh Davies

1. Jason Jones-Hughes

1. Neil Jenkins

1. Stephen Jones

1. Rob Howley

1. Dai Llewellyn

### Argentina
Entrenadors:  Alex Wyllie /  Héctor Mendéz
1. Fernando Díaz Alberdi
2. Roberto Diego Grau
3. Omar Hasan
4. Mauricio Reggiardo
5. Martín Scelzo
6. Mario Ledesma
7. Agustín Canalda
8. Pedro Sporleder
9. Alejandro Allub
10. Ignacio Fernández Lobbe
11. Raúl Pérez
12. Santiago Phelan
13. Rolando Martin
14. Lucas Ostiglia
15. Miguel Ruiz
16. Gonzalo Longo
17. Nicolás Fernández Miranda
18. Agustín Pichot
19. Gonzalo Quesada
20. José Cilley
21. Felipe Contepomi
22. Lisandro Arbizu
23. José Orengo
24. Eduardo Simone
25. Diego Albanese
26. Octavio Bartolucci
27. Ignacio Corleto
28. Manuel Contepomi
29. Gonzalo Camardón
30. Juan Fernández Miranda

### Samoa
Entrenador:  Bryan Williams
1. Mike Umaga
2. Silao Leaega
3. Tanner Vili
4. Brian Lima
5. Afato Sooalo
6. Va'aiga Tuigamala
7. Filipo Toala
8. To'o Vaega
9. George Leaupepe
10. Terry Fanolua
11. Stephen Bachop
12. Earl Va'a
13. Steven Soialo
14. Jon Clarke
15. Pat Lam
16. Junior Paramore
17. Sene Taala
18. Kalolo Toleafoa
19. Craig Glendinning
20. Semo Sititi
21. Isaac Feaunati
22. Lio Falaniko
23. Lama Tone
24. Opeta Palepoi
25. Kepi Faivaai
26. Robbie Ale
27. Brendan Reidy
28. Mike Mika
29. Trevor Leota
30. Onehunga Matauiau

### Japó
Entrenador: Seiji Hirao
1. Shin Hasegawa
2. Toshikazu Nakamichi
3. Masahiro Kunda
4. Masaaki Sakata
5. Naoto Nakamura
6. Kohei Oguchi
7. Robert Gordon
8. Naoya Okubo
9. Yoshihiko Sakuraba
10. Hiroyuki Tanuma
11. Greg Smith
12. Yasunori Watanabe
13. Hajime Kiso
14. Ryuji Ishi
15. Jamie Joseph
16. Takeomi Ito
17. Graeme Bachop
18. Wataru Murata
19. Keiji Hirose
20. Kensuke Iwabuchi
21. Andrew McCormick (c)
22. Yukio Motoki
23. Akira Yoshida
24. Atsushi Koga
25. Terunori Masuho
26. Daisuke Ohata
27. Patiliai Tuidraki
28. Ryohei Miki
29. Tsutomu Matsuda
30. Takafumi Hirao

## Grup 5

### 
Entrenador:  Warren Gatland
1. Conor O'Shea
2. Girvan Dempsey
3. Justin Bishop
4. James Topping
5. Matt Mostyn
6. Kevin Maggs
7. Brian O'Driscoll
8. Jonathan Bell
9. Mike Mullins
10. David Humphreys
11. Eric Elwood
12. Tom Tierney
13. Brian O'Meara
14. Paul Wallace
15. Peter Clohessy
16. Reggie Corrigan
17. Justin Fitzpatrick
18. Angus McKeen
19. Keith Wood
20. Ross Nesdale
21. Paddy Johns
22. Jeremy Davidson
23. Malcolm O'Kelly
24. Bob Casey
25. Dion O'Cuinneagain
26. Eric Miller
27. David Corkery
28. Trevor Brennan
29. Andy Ward
30. Kieron Dawson

### Estats Units
Entrenador: Jack Clark
1. Vaea Anitoni
2. Andre Blom
3. Jesse Coulson
4. Kevin Dalzell
5. Juan Grobler
6. Brian Hightower
7. David Niu
8. Alatini Saulala
9. Mark Scharrenberg
10. Rich Schurfeld
11. Kurt Shuman
12. Dave Stroble
13. Tomasi Takau
14. Sinapati Uiagalelei
15. Mark Williams
16. Tom Billups
17. Joe Clayton
18. Luke Gross
19. Dave Hodges
20. Kirk Khasigian
21. Marc L'Huillier
22. Ray Lehner
23. Rob Lumkong
24. Dan Lyle (c)
25. Fifita Mo'unga
26. Shaun Paga
27. Alec Parker
28. Eric Reed
29. George Sucher
30. Richard Tardits

### Austràlia
Entrenador: Rod MacQueen
1. Andrew Blades
2. Matt Burke
3. Dan Crowley
4. Matt Cockbain
5. Mark Connors
6. John Eales (c)
7. Michael Foley
8. Owen Finegan
9. George Gregan (vc)
10. Nathan Grey
11. David Giffin
12. Richard Harry
13. Daniel Herbert
14. Tim Horan
15. Rod Kafer
16. Phil Kearns
17. Toutai Kefu
18. Stephen Larkham
19. Chris Latham
20. Jason Little
21. Patricio Noriega
22. Jeremy Paul
23. Brett Robinson
24. Joe Roff
25. Scott Staniforth
26. Tiaan Strauss
27. Ben Tune
28. Chris Whitaker
29. David Wilson
30. Jim Williams

### Romania
Entrenador: Mircea Paraschiv
1. Constantin Tudor (c)
2. Dragos Niculae
3. Constantin Stan
4. Laurentiu Rotaru
5. Nicolae Dima
6. Florin Marioara
7. Răzvan Mavrodin
8. Petru Bălan
9. Stefan Demci
10. Ovidiu Tonita
11. Adrian Petrache
12. Catalin Draguceanu
13. Tiberiu Brînză
14. Adrian Petrache
15. Daniel Chiriac
16. Florin Corodeanu
17. Marius Tincu
18. Erdinci Septar
19. Petre Mitu
20. Marius Iacob
21. Lucian Sîrbu
22. Lucien Vusec
23. Mihai Ciolacu
24. Tonut Tofan
25. Romeo Gontineac
26. Gabriel Brezoianu
27. Christian Lupu
28. Radu Fugigi
29. Gheorghe Solomie
30. Cristian Sauan
31. Cristian Hildan
32. Mihai Vioreanu